# Бортники (Стрийський район)
Бо́ртники — село в Україні, у Стрийському районі Львівської області. Населення становить 1002 осіб станом на 2016 рік. Орган місцевого самоврядування — Ходорівська міська рада.

## Історія
У документах село вперше згадано у 1428 році в грамоті староукраїнською мовою, яку в м. Жидачеві староста Ленко видав з приводу земельного конфлікту між феодалами Дмитром Даниловичем з Руди і Миком Дідушицьким. У грамоті одним зі свідків вказаний «пан Грицько з Бортник». Документ стверджує, що село належало тоді до Жидачівського староства. У 1450 році тодішній власник Протасій продав його руському шляхтичу Юрші з Ходороставу (тепер Ходорів), який у 1472 році заставив село за борги іншому шляхтичу.
У податковому реєстрі 1515 року в селі документується 4 лани (близько 100 га) оброблюваної землі.

## Палац Язвінських
Приблизно у 1833 році споруджено великий маєток місцевим землевласником Карлом фон Язвінським. Навколо палацу знаходився парк, який був огороджений металевою сіткою, а на в’їзді панську садибу закривали залізними воротами, але до наших часів нічого не збереглось.
Палац, який ми бачимо, це вже часткова заслуга Родаковського.
Отже, Генрик Родаковський (1823-1894) це юрист, а за покликанням художник. Вступив у 1841 на юридичний факультет та паралельно вчився живопису. Замість того, щоб сісти на посаду адвоката чи писара, за велінням батька. Він поїхав до Парижа вчитися до художника Леона Коньє, якого вище цінували за Енга та Делакруза.
Батько змирився лише у 1850 році, коли відвідав Львів, де були всі захопленні картинами сина.
У 1878 році Родаковський придбав палацовий комплекс, йому на той час було
55 р. Проект на перебудову замовив у
Львівського архітектора Юліана Захаревича
(перший ректор Львівської Політехніки).
У 1883 році Родаковський в’їхав у
 новеньку віллу, але на другий день під час
 святкування новосілля здійнялась пожежа,
 згоріли книги та картини.
Художник прожив у Бортиках 10 років, почались злидні, він продає палац у 1889 році Новіцьким, а сам з дружиною переїжджає до Кракова.
У 1911 році село відкупив граф Францішек Замойський, який створив розкішний парк навколо палацу та поставив скульптуру Діани. І від колишнього палацу нічого не залишилося.
Сильно постраждала споруда від гарматних обстрілів під час війни, і тоді все пішло за вітром. Зберігся камін з маскаронами в італійському стилі та сходи. Після перебудови зникла з даху вежа, а на фронті будинку з’явився картуш із гербом «Левіла».

## Транспорт
Є залізнична станція Бортники Львівської залізниці.

## Освіта, соціальна сфера
У селі є церква і школа, будинок культури.

## Політика

### Парламентські вибори, 2019
На позачергових парламентських виборах 2019 року у селі функціонувала окрема виборча дільниця № 460375, розташована у приміщенні школи.
Результати
- зареєстровано 718 виборців, явка 51,67%, найбільше голосів віддано за «Слугу народу» — 27,49%, за «Голос» — 18,06%, за «Європейську Солідарність» — 14,02%.[4] В одномандатному окрузі найбільше голосів отримав Андрій Кіт (самовисування) — 55,53%, за Андрія Гергерта (Всеукраїнське об'єднання «Свобода») — 19,41%, за Володимира Наконечного (Слуга народу) — 8,36%[5].

## Пам'ятки
- Стара мурована дзвіниця
- Палац Язнівських (біля нього розташований будинок для хлопців).
- Пам'ятка природи — «Група вікових лип».
- Пам'ятник Іванові Франку
- Меморіальна таблиця Дмитрові Слюзару

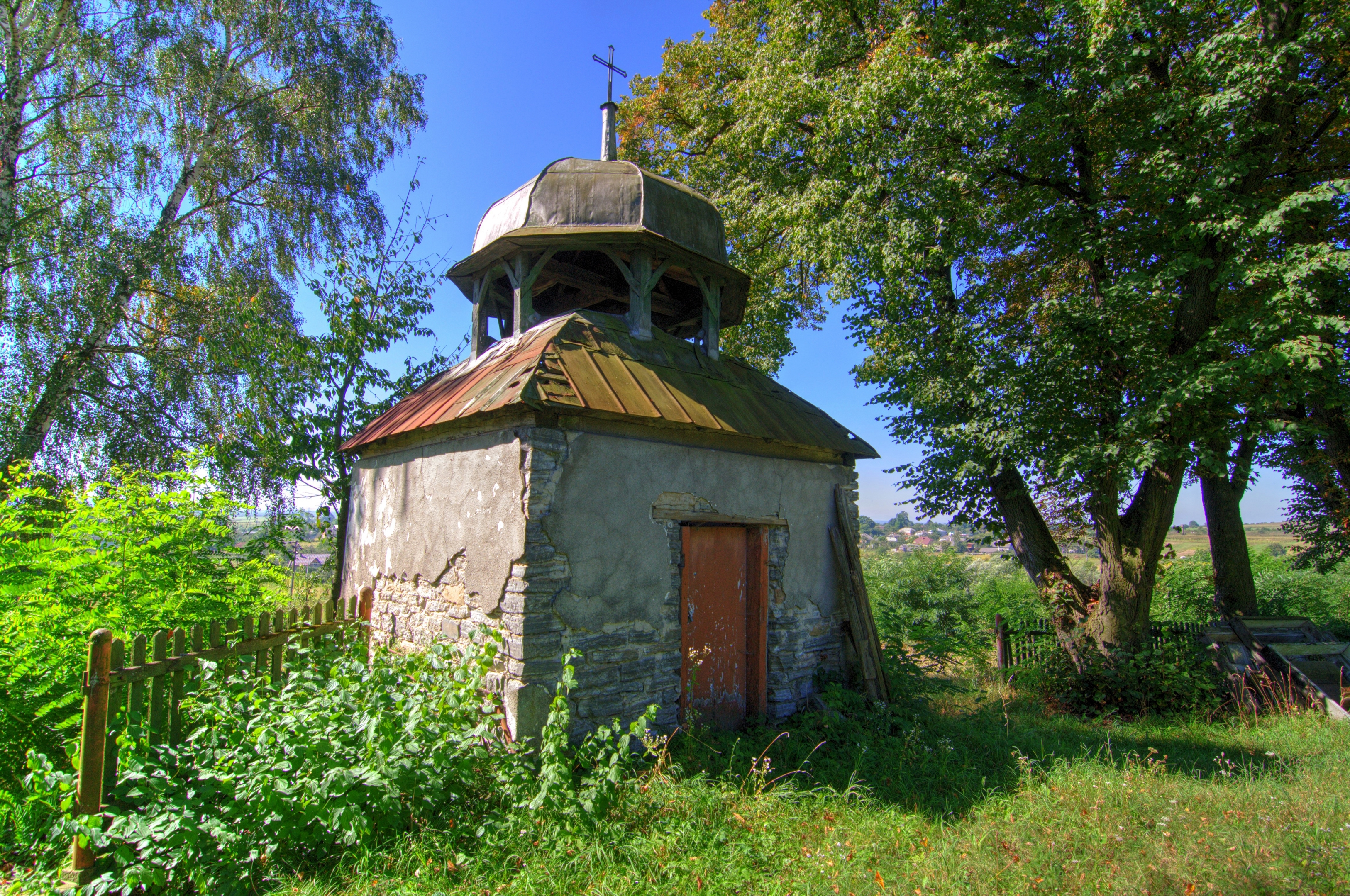
Стара мурована дзвіниця
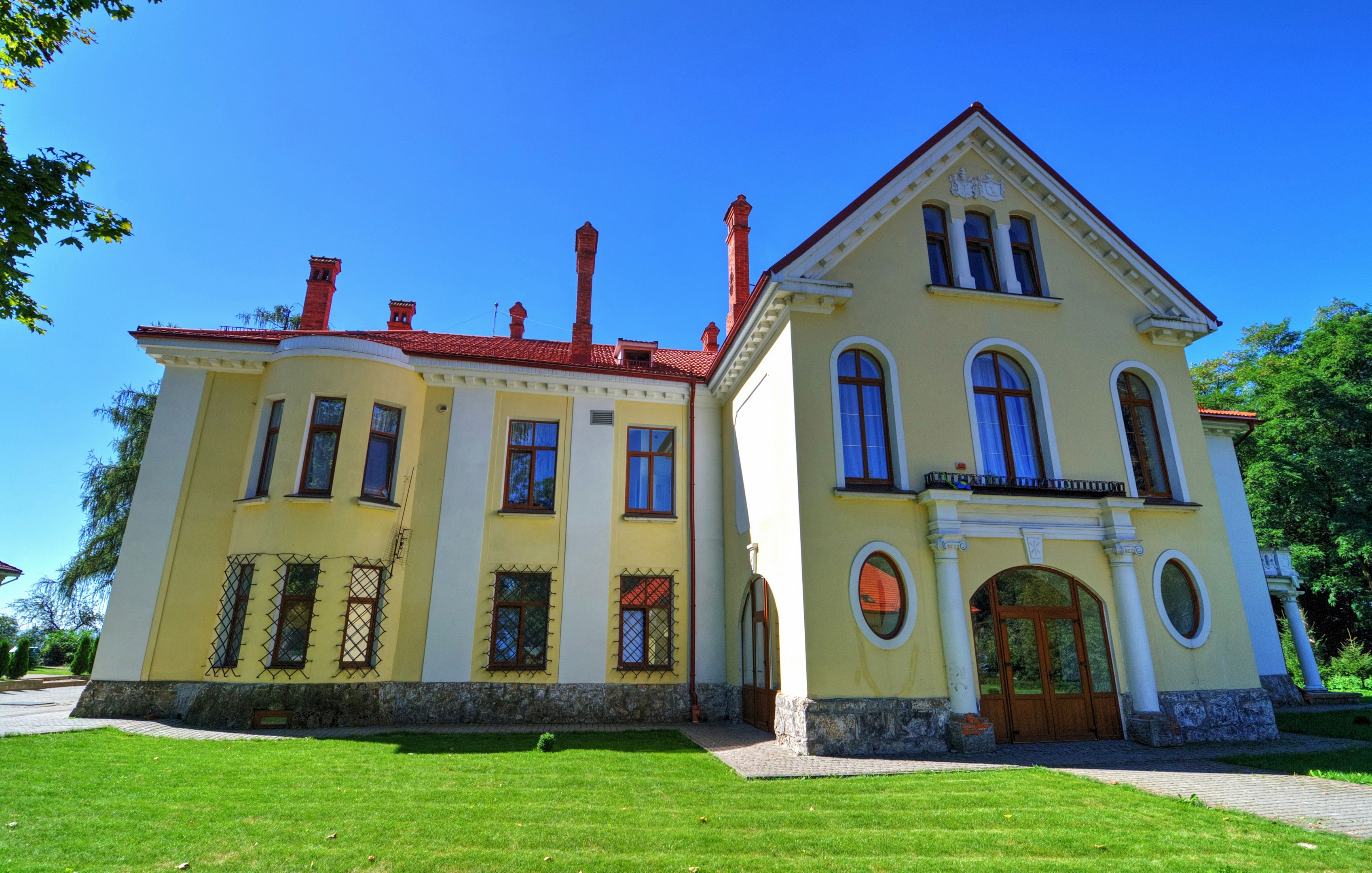
Палац Язнівських
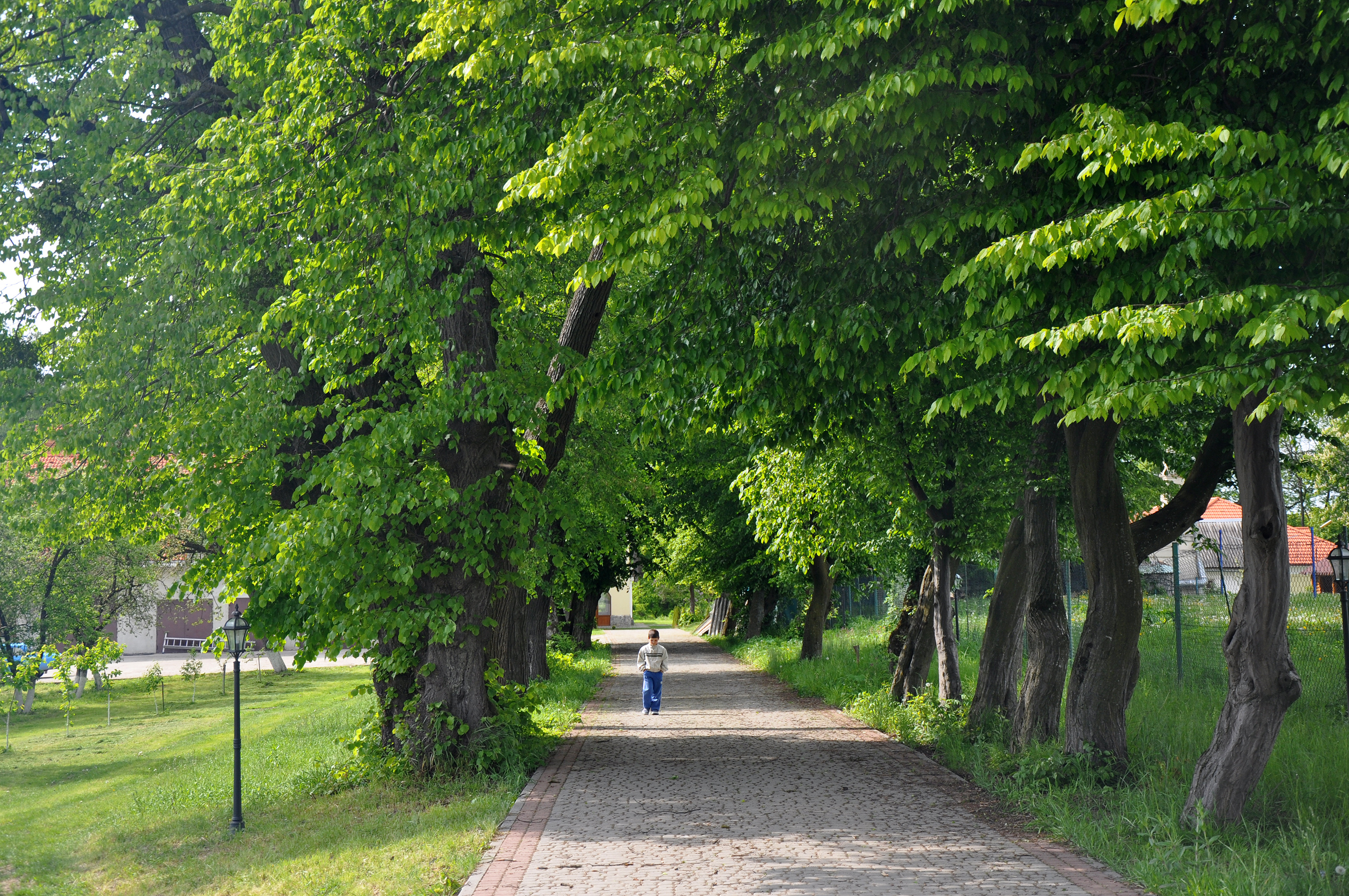
«Група вікових лип»
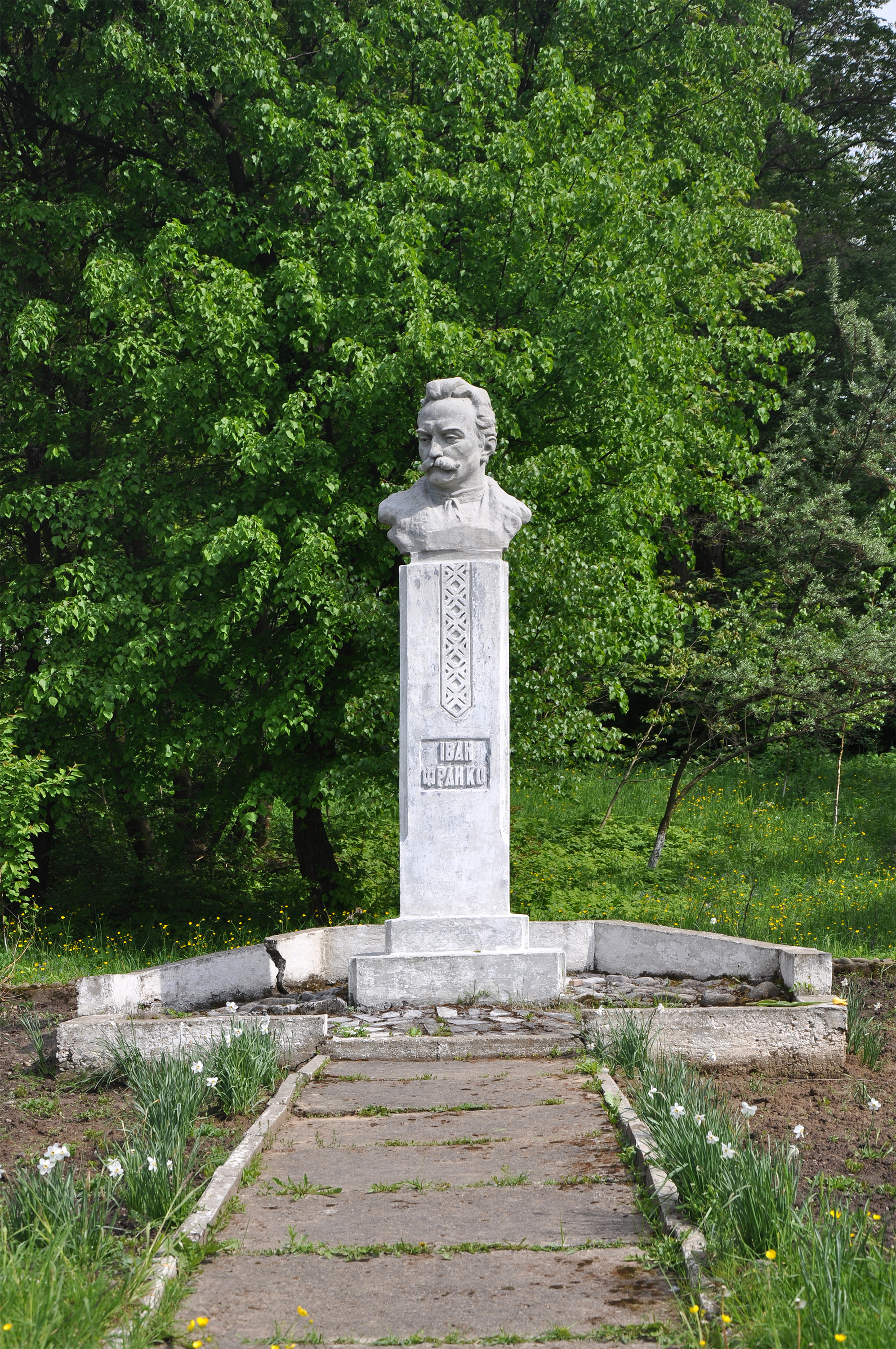
Пам'ятник Іванові Франку
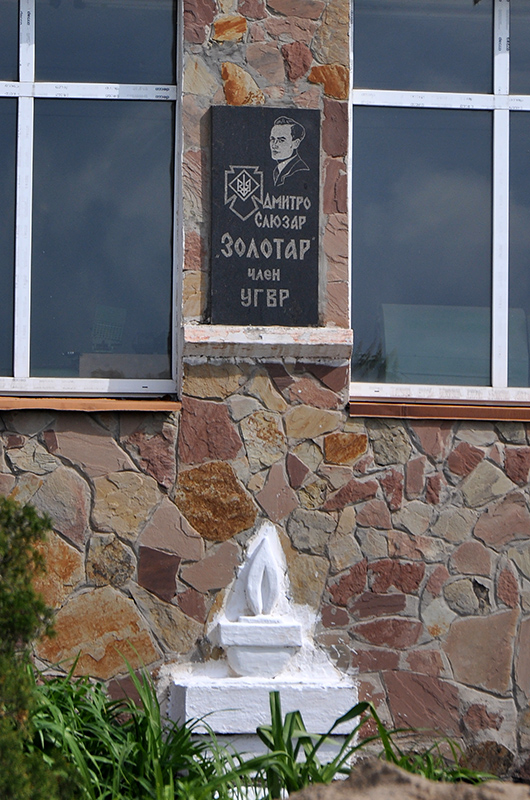
Меморіальна таблиця Дмитрові Слюзару

## Відомі люди

### Відомі уродженці
- Андрешків Володимир Степанович (1969—2016) — молодший сержант Збройних сил України, учасник російсько-української війни.
- Слюзар Дмитро Йосипович («Арпад», «Золотар») — обласний провідник ОУН Львова, згодом Львівської області, посмертно нагороджений Золотим Хрестом Заслуги.
- DZIDZIO (Михайло Хома) — український співак, шоумен, кіноактор[6].
- Князев Володимир Михайлович (1998—2017) — старший солдат Збройних сил України, учасник російсько-української війни[7].

### Працювали
- Драк Микола Мар'янович — вчений-історик, депутат Львівської обласної ради І-го демократичного скликання.

### Поховані
- Павліна з Реваковичів Козарищук — дружина священика УГКЦ, сестра Реваковича Тита.[8]

## Родини
У селі проживають родини: Александрів, Романів, Романовичі, Ухан, Боднар,Сенів,Приймак, Палюх, Крегімбільд, Баран, Музика, Баторик, Подоляк, Хоменко, Кадюк, Проць, Тітик, Слюзар, Стахів, Марків, Масик, Олійник, Кіт, Махнік, Коновал, Князев, Ронських та ін.